# نادر احمدی
نادر احمدی (زاده ۱۲ سپتامبر ۱۹۸۶ در جوانرود - ) بازیکنان فوتبال کُرد اهل ایران است. او در باشگاه فوتبال فولاد خوزستان بازی می‌کرد.